# Новоуспенівка
Новоуспе́нівка (в минулому — Єгорка, згодом (до 1961) — Сукновалівка) — село в Україні, центр Новоуспенівської сільської громади Мелітопольського району Запорізької області.
Населення становить 1014 осіб. Орган місцевого самоврядування — Новоуспенівська сільська рада.

## Географія
Село Новоуспенівка розташоване на відстані 0,5 км від села Новоіванівка та за 6 км від селища Веселе. Через село проходить автомобільна дорога Т 0811. Поруч проходить залізниця, станція Українська за 2,5 км.
У селі є вулиці: Аграрна, Дружна, Залізнична, Миру, Молодіжна, Першотравнева, Північна, Покровська, Садова, Сонячна, Степова, Шевченка, Широка та Шкільна.

## Історія
Засноване як село Єгорка 1861 року вихідцями з села Балки Мелітопольського повіту. Згодом перейменоване на Сукновалівку. В 1961 році отримало сучасну назву Новоуспенівка.
Станом на 1886 рік у селі Тимошівської волості Мелітопольського повіту Таврійської губернії мешкало 958 осіб, налічувалось 135 дворів.
Село постраждало від Голодомору 1932—1933 років, організованого радянським урядом з метою винищення місцевого українського населення. Кількість встановлених жертв згідно з даними Державного архіву Запорізької області та свідченнями очевидців — 42 особи.
У 1962—1965 роках належало до Михайлівського району Запорізької області, відтак у складі Веселівського району.

## Населення
Згідно з переписом УРСР 1989 року чисельність наявного населення села становила 1172 особи, з яких 534 чоловіки та 638 жінок.
За переписом населення України 2001 року в селі мешкало 995 осіб.

### Мова
Розподіл населення за рідною мовою за даними перепису 2001 року:
| Мова              | Чисельність | Відсоток |
| ----------------- | ----------- | -------- |
| українська        | 888         | 87.57%   |
| російська         | 115         | 11.35%   |
| білоруська        | 4           | 0.39%    |
| кримськотатарська | 1           | 0.10%    |
| інші/не вказали   | 6           | 0.59%    |
| Усього            | 1014        | 100%     |

## Релігія
У селі є парафія та храм Покрови Пресвятої Богородиці, що належать до Веселівського благочиння Запорізької єпархії Православної Церкви України.

## Економіка
- «Агрос», ВАТ.

## Органи місцевого самоврядування
- Новоуспенівська сільська рада:
  - голова сільради — Мішечкін Анатолій Семенович
  - депутатський корпус (12 депутатів)
  - виконавчий комітет

## Об'єкти соціальної сфери
- КЗ «Новоуспенівська загальноосвітня школа I—III ст.»
- ДНЗ «Барвінок».
- Будинок культури.
- Фельдшерсько-акушерський пункт.

## Відомі люди
- Турковський Сергій Володимирович (1976—2016) — молодший сержант Збройних сил України, учасник російсько-української війни.